# 亀山洋一郎
亀山 洋一郎（かめやま よういちろう、1936年12月8日 - ）は、日本の歯科医師・歯学者。愛知学院大学歯学部名誉教授。元愛知学院大学歯学部長、病理学講座教授。元日本口腔病理学会（現日本臨床口腔病理学会）理事長。口腔病理学に関する研究で知られる。

## 経歴
1963年 東京医科歯科大学歯学部、1969年東京医科歯科大学大学院博士課程修了。歯学博士。論文の題は「Histopathologic and autoradiographic studies of the changes of the rat periodontium in experimental traumatic occlusion(実験的外傷性咬合によるラット歯周組織の変化の病理組織学的およびオートラジオグラフィーによる研究)」。 マニトバ大学解剖学助教授、准教授を経て1979年より愛知学院大学歯学部病理学教授。2000年より同歯学部長、2007年に退職し同大学名誉教授。
2015年11月瑞宝中綬章受章。

## 所属団体
- 日本臨床口腔病理学会 元理事長[2]、第2回大会長（1991年）[7]
- 日本医学歯学情報機構 理事[8]
- 日本口腔科学会 元副会長[9]、名誉会員[10]、第60回大会長(2006年)[11]
- 日本歯周病学会 元理事[4]、大会長(1985年11月)[12]
- 日本顎関節学会 元理事[4]、名誉会員[13]、第19回大会長(2006年)[14]
- 日本口腔腫瘍学会 元理事[4]、名誉会員[15]
- 日本口腔粘膜学会 元理事[4]、第13回大会長(2003年)[16]
- 国際歯科研究学会日本部会 元監事[17]
- 国際顎関節学会 第1回大会長[14]
- 国際歯科研究学会[4]
- American Academy of Oral Pathology[4]